# Nội các Ishiba lần 2
Nội các Ishiba lần 2 được thành lập ngày 11 tháng 11 năm 2024 của Thủ tướng Ishiba Shigeru. Nội các là một liên minh giữa Đảng Dân chủ Tự do và Đảng Công minh từ sau tổng tuyển cử năm 2024.

## Tổng quan
Chúng Nghị viện đã được Nội các Ishiba lần 1 giải tán vào ngày 9 tháng 10 năm 2024. Trong cuộc tổng tuyển cử lần thứ 50 được tổ chức vào ngày 27, Đảng Dân chủ Tự do cầm quyền và Đảng Công minh không chiếm được đa số, nhưng việc tiếp tục nắm quyền được coi là một lựa chọn khả thi vì các đảng đối lập có thể không đồng ý bỏ phiếu cho ai trong cuộc bầu cử đề cử lãnh đạo. Ishiba Shigeru được đề cử trong cuộc bầu cử đề cử Thủ tướng được tổ chức tại phiên họp đặc biệt lần thứ 215 được triệu tập vào ngày 11 tháng 11. Sau lễ chứng nhận, Nội các dự kiến sẽ được thành lập vào tối cùng ngày.  
Tại Chúng Nghị viện, không có người bỏ phiếu nào nhận được đa số phiếu hợp lệ, vì vậy một cuộc bầu cử vòng hai đã được tổ chức lần đầu tiên kể từ phiên họp Quốc hội lần thứ 129, trong đó Murayama Tomiichi được bầu.

## Nhân sự Nội các
Đảng phải:
     Đảng Dân chủ Tự do (không phái）
     Đảng Dân chủ Tự do (phái Asō）
     Đảng Dân chủ Tự do (phái Motegi）
     Đảng Công minh
     Bộ trung ương・không đảng

### Bộ trưởng Nhà nước
Bổ nhiệm ngày 11 tháng 11 năm 2024.
| Chức danh | Cá nhân            | Cá nhân | Xuất thân (đảng phải)                                       | Vấn đề đặc biệt | Ghi chú                                  |
| --- | ------------------ | ------- | ----------------------------------------------------------- | --- | ---------------------------------------- |
| Thủ tướng | Ishiba Shigeru     |         | Thành viên Chúng Nghị viện Đảng Dân chủ Tự do (không phái)  | | Chủ tịch Đảng Dân chủ Tự do              |
| Bô trưởng Nội vụ và Truyền thông | Murakami Seiichirō |         | Thành viên Chúng Nghị viện Đảng Dân chủ Tự do (không phái)  | Phó Thủ tướng Lâm thời Vị trí thứ 3 trong thứ tự bổ nhiệm Thủ tướng |                                          |
| Bộ trưởng Tư pháp | Suzuki Keisuke     |         | Thành viên Chúng Nghị viện Đảng Dân chủ Tự do (phái Asō)    | | Lần đầu làm Bộ trưởng                    |
| Bộ trưởng Ngoại giao | Iwaya Takeshi      |         | Thành viên Chúng Nghị viện Đảng Dân chủ Tự do (không phái)  | Phó Thủ tướng Lâm thời Vị trí thứ 5 trong thứ tự bổ nhiệm Thủ tướng |                                          |
| Bộ trưởng Tài chính Bộ trưởng Nội các Đặc trách (Tài khoán) | Katō Katsunobu     |         | Thành viên Chúng Nghị viện Đảng Dân chủ Tự do (phái Motegi) | Chịu trách nhiệm khắc phục tình trạng giảm phát Phó Thủ tướng Lâm thời Vị trí thứ 4 trong thứ tự bổ nhiệm Thủ tướng | Thay đổi chức vụ                         |
| Bộ trưởng Giáo dục, Văn hóa, Thể thao, Khoa học và Công nghệ | Abe Toshiko        |         | Thành viên Chúng Nghị viện Đảng Dân chủ Tự do (không phái)  | | Lần đầu làm Bộ trưởng                    |
| Bộ trưởng Y tế, Lao động và Phúc lợi | Fukuoka Takamaro   |         | Thành viên Tham Nghị viện Đảng Dân chủ Tự do (không phái)   | | Lần đầu làm Bộ trưởng                    |
| Bộ trưởng Nông nghiệp, Lâm nghiệp và Thủy sản | Etō Taku           |         | Thành viên Chúng Nghị viện Đảng Dân chủ Tự do (không phái)  | | Trở lại làm Bộ trưởng 21.5.2025 thôi làm |
| Bộ trưởng Nông nghiệp, Lâm nghiệp và Thủy sản | Koizumi Shinjirō   |         | Thành viên Chúng Nghị viện Đảng Dân chủ Tự do (không phái)  | | Trở lại làm Bộ trưởng Làm từ 21.5.2025   |
| Bộ trưởng Kinh tế, Thương mại và Công nghệp Bộ trưởng Nội các Đặc trách (Phụ trách ứng phó với tác động kinh tế do tai nạn hạt nhân gây ra; về hỗ trợ bồi thường và giảm hoạt động Hạt nhân) | Mutō Yōji          |         | Thành viên Chúng Nghị viện Đảng Dân chủ Tự do (phái Asō)    | Chịu trách nhiệm về thiệt hại kinh tế hạt nhân Phụ trách xúc tiến thực thi GX Phụ trách năng lực cạnh tranh công nghiệp | Lần đầu làm Bộ trưởng                    |
| Bộ trưởng Đất đai, Cơ sở hạ tầng, Giao thông và Du lịch | Nakano Hiromasa    |         | Thành viên Chúng Nghị viện Đảng Công minh                   | Phụ trách chính sách chu trình nước Triển lãm làm vườn quốc tế | Lần đầu làm Bộ trưởng                    |
| Bộ trưởng Môi trường Bộ trưởng Nội các Đặc trách (Phòng chống tai nạn hạt nhân) | Asao Keiichirō     |         | Thành viên Tham Nghị viện Đảng Dân chủ Tự do (phái Asō)     | | Lần đầu làm Bộ trưởng                    |
| Bộ trưởng Quốc phòng | Nakatani Gen       |         | Thành viên Chúng Nghị viện Đảng Dân chủ Tự do (không phái)  | Phó Thủ tướng Lâm thời Vị trí thứ 2 trong thứ tự bổ nhiệm Thủ tướng | Trở lại làm Bộ trưởng                    |
| Chánh Văn phòng Nội các | Hayashi Yoshimasa  |         | Thành viên Chúng Nghị viện Đảng Dân chủ Tự do (không phái)  | Bộ trưởng phụ trách giảm thiểu tác động của Quân đội Hoa Kỳ tại Okinawa Bộ trưởng phụ trách vấn đề bắt cóc Phó Thủ tướng Lâm thời Vị trí thứ 1 trong thứ tự bổ nhiệm Thủ tướng                                                                                       | Tiếp tục làm Bộ trưởng                   |
| Bộ trưởng Kĩ thuật số (Digital) Bộ trưởng Nội các Đặc trách (Cải cách hành chính) | Taira Masaaki      |         | Thành viên Chúng Nghị viện Đảng Dân chủ Tự do (không phái)  | Cán bộ cải cách hành chính Phụ trách hệ thống công vụ quốc gia Phụ trách an ninh mạng | Lần đầu làm Bộ trưởng                    |
| Bộ trưởng Tái thiết | Itō Tadahiko       |         | Thành viên Chúng Nghị viện Đảng Dân chủ Tự do (không phái)  | Phụ trách phục hồi sau vụ tai nạn hạt nhân tại Fukushima | Lần đầu làm Bộ trưởng                    |
| Chủ tịch Ủy ban Công an Quốc gia Bộ trưởng Nội các Đặc trách (Phòng chống thiên tai) (Chính sách Đại dương)                                                                                  | Sakai Manabu       |         | Thành viên Tham Nghị viện Đảng Dân chủ Tự do (không phái)   | Chịu trách nhiệm về khả năng phục hồi quốc gia Phụ trách vấn đề lãnh thổ |                                          |
| Bộ trưởng Nội các Đặc trách (Chính sách trẻ em) (Các biện pháp đối phó với tỷ lệ sinh giảm) (Giới trẻ năng động) (Bình đẳng giới)                                                            | Mihara Junko       |         | Thành viên Tham Nghị viện Đảng Dân chủ Tự do (không phái)   | Phụ trách vì sự tiến bộ của phụ nữ Phụ trách xã hội cộng sinh | Lần đầu làm Bộ trưởng                    |
| Bộ trưởng Nội các Đặc trách (Chính sách Kinh tế và Tài khóa) | Akazawa Ryōsei     |         | Thành viên Chúng Nghị viện Đảng Dân chủ Tự do (không phái)  | Phụ trách khôi phục kinh tế sĩ quan chủ nghĩa tư bản mới Phụ trách cải thiện tiền lương Phụ trách vấn đề khởi nghiệp Phụ trách cải cách an sinh xã hội cho mọi thế hệ Quản lý khủng hoảng bệnh truyền nhiễm Chủ trì chuẩn bị thành lập Cơ quan phòng chống thiên tai | Lần đầu làm Bộ trưởng                    |
| Bộ trưởng Nội các Đặc trách (Chiến lược "Cool Japan") (Chiến lược sở hữu trí tuệ) (Chính sách khoa học và công nghệ) (Chính sách không gian) (An ninh kinh tế)                               | Kiuchi Minoru      |         | Thành viên Chúng Nghị viện Đảng Dân chủ Tự do (không phái)  | Phụ trách an ninh kinh tế | Lần đầu làm Bộ trưởng                    |
| Bộ trưởng Nội các Đặc trách (Okinawa và các biện pháp đối phó phía Bắc) (Vấn đề Người tiêu dùng và An toàn Thực phẩm) (Tái sinh khu vực) (Các biện pháp Ainu)                                | Itō Yoshitaka      |         | Thành viên Tham Nghị viện Đảng Dân chủ Tự do (không phái)   | Chịu trách nhiệm tạo ra môi trường sống và kinh tế địa phương mới Phụ trách triển lãm quốc tế | Lần đầu làm Bộ trưởng                    |

### Phó Chánh Văn phòng Nội các・Tổng giám đốc Văn phòng Pháp chế Nội các
Bổ nhiệm ngày 1 tháng 10 năm 2024.
| Chức danh                                | Cá nhân             | Cá nhân | Xuất thân (đảng phái)                                            | Ghi chú |
| ---------------------------------------- | ------------------- | ------- | ---------------------------------------------------------------- | ------- |
| Phó Chánh Văn phòng Nội các              | Tachibana Keiichirō |         | Chúng Nghị viện/Đảng Dân chủ Tự do (không phái)                  |         |
| Phó Chánh Văn phòng Nội các              | Aoki Kazuhiko       |         | Tham Nghị viện/Đảng Dân chủ Tự do (không phái)                   |         |
| Phó Chánh Văn phòng Nội các              | Satō Fumitoshi      |         | Nhân viên hành chính/Nguyên Thứ trưởng Bộ Nội vụ và Truyền thông |         |
| Tổng giám đốc Văn phòng Pháp chế Nội các | Iwao Nobuyuki       |         | Cựu Tổng thư ký Nội các về Pháp luật/Văn phòng công tố viên      |         |

### Cố vấn đặc biệt của Thủ tướng
Bổ nhiệm ngày 1 tháng 10 năm 2024.
| Chức danh | Cố vấn            | Cố vấn | Xuât thân (đảng phái)                                             | Ghi chú      |
| --- | ----------------- | ------ | ----------------------------------------------------------------- | ------------ |
| Cố vấn đặc biệt của Thủ tướng (Phụ trách các chính sách an ninh quốc gia quan trọng và các vấn đề giải trừ vũ khí hạt nhân và không phổ biến vũ khí hạt nhân)                                        | Nagashima Akihisa |        | Chúng Nghị viện/Đảng Dân chủ Tự do (phái Kishida)                 |              |
| Cố vấn đặc biệt của Thủ tướng (Phát triển cơ sở hạ tầng xã hội như khả năng phục hồi và tái thiết quốc gia) Đồng thời phụ trách chính sách khoa học, công nghệ, đổi mới và các vấn đề đặc biệt khác. | Mori Masafumi     |        | Không đảng                                                        | Tái bổ nhiệm |
| Cố vấn đặc biệt của Thủ tướng (Phụ trách tiền lương và việc làm) | Yata Wakako       |        | Không đảng (nguyên Nghị sĩ Tham Nghị viện, Đảng Dân chủ Quốc dân) | Tái bổ nhiệm |

### Thứ trưởng
Bổ nhiệm ngày 13 tháng 11 năm 2024.
| Chức danh                                                     | Cá nhân             | Xuất thân (đảng phái)              | Ghi chú |
| ------------------------------------------------------------- | ------------------- | ---------------------------------- | --- |
| Thứ trưởng Digital                                            | Hosaka Yasushi      | Chúng Nghị viện/Đảng Dân chủ Tự do | Kiêm nhiệm Thứ trưởng Văn phòng Nội các                                                                        |
| Thứ trưởng Tái thiết                                          | Koshimizu Keiichi   | Chúng Nghị viện/Đảng Công minh     | |
| Thứ trưởng Tái thiết                                          | Suzuki Norikazu     | Chúng Nghị viện/Đảng Dân chủ Tự do | |
| Thứ trưởng Tái thiết                                          | Takahashi Katsunori | Tham Nghị viện/Đảng Công minh      | Kiêm nhiệm Thứ trưởng Bộ Đất đai, Cơ sở hạ tầng, Giao thông và Du lịch Kiêm nhiệm Thứ trưởng Văn phòng Nội các |
| Thứ trưởng Văn phòng Nội các                                  | Hosaka Yasushi      | Chúng Nghị viện/Đảng Dân chủ Tự do | Kiêm nhiệm Thứ trưởng Digital                                                                                  |
| Thứ trưởng Văn phòng Nội các                                  | Seto Takakazu       | Chúng Nghị viện/Đảng Dân chủ Tự do | |
| Thứ trưởng Văn phòng Nội các                                  | Tsuji Kiyoto        | Chúng Nghị viện/Đảng Dân chủ Tự do | |
| Thứ trưởng Văn phòng Nội các                                  | Hatoyama Jirō       | Chúng Nghị viện/Đảng Dân chủ Tự do | |
| Thứ trưởng Văn phòng Nội các                                  | Ōgushi Masaki       | Chúng Nghị viện/Đảng Dân chủ Tự do | Kiêm nhiệm Thứ trưởng Kinh tế, Thương mại và Công nghiệp                                                       |
| Thứ trưởng Văn phòng Nội các                                  | Koga Yūichirō       | Tham Nghị viện/Đảng Dân chủ Tự do  | Kiêm nhiệm Thứ trưởng Kinh tế, Thương mại và Công nghiệp                                                       |
| Thứ trưởng Văn phòng Nội các                                  | Takahashi Katsunori | Tham Nghị viện/Đảng Dân chủ Tự do  | Kiêm nhiệm Thứ trưởng Bộ Đất đai, Hạ tầng, Giao thông, Du lịch Kiêm nhiệm Thứ trưởng Tái thiết                 |
| Thứ trưởng Văn phòng Nội các                                  | Nakada Hiroshi      | Tham Nghị viện/Đảng Dân chủ Tự do  | Kiêm nhiệm Thứ trưởng Môi trường                                                                               |
| Thứ trưởng Văn phòng Nội các                                  | Honda Tarō          | Chúng Nghị viện/Đảng Dân chủ Tự do | Kiêm nhiệm Thứ trưởng Quốc phòng                                                                               |
| Thứ trưởng Nội vụ và Truyền thông                             | Togashi Hiroyuki    | Chúng Nghị viện/Đảng Dân chủ Tự do | |
| Thứ trưởng Nội vụ và Truyền thông                             | Adachi Masashi      | Tham Nghị viện/Đảng Dân chủ Tự do  | |
| Thứ trưởng Tư pháp                                            | Kōmura Masahiro     | Chúng Nghị viện/Đảng Dân chủ Tự do | |
| Thứ trưởng Ngoại giao                                         | Fujii Hisayuki      | Chúng Nghị viện/Đảng Dân chủ Tự do | |
| Thứ trưởng Ngoại giao                                         | Miyaji Takuma       | Chúng Nghị viện/Đảng Dân chủ Tự do | |
| Thứ trưởng Tài chính                                          | Saitō Hiroaki       | Chúng Nghị viện/Đảng Dân chủ Tự do | |
| Thứ trưởng Tài chính                                          | Yokoyama Shin'ichi  | Tham Nghị viện/Đảng Công minh      | |
| Thứ trưởng Giáo dục, Văn hóa, Thể thao, Khoa học và Công nghệ | Takebe Arata        | Chúng Nghị viện/Đảng Dân chủ Tự do | |
| Thứ trưởng Giáo dục, Văn hóa, Thể thao, Khoa học và Công nghệ | Nonaka Atsushi      | Chúng Nghị viện/Đảng Dân chủ Tự do | |
| Thứ trưởng Y tế, Lao động và Phúc lợi                         | Niki Hirobumi       | Chúng Nghị viện/Đảng Dân chủ Tự do | |
| Thứ trưởng Y tế, Lao động và Phúc lợi                         | Wanibuchi Yoko      | Chúng Nghị viện/Đảng Công minh     | |
| Thứ trưởng Nông nghiệp, Lâm nghiệp và Thủy sản                | Sasagawa Hiroyoshi  | Chúng Nghị viện/Đảng Dân chủ Tự do | |
| Thứ trưởng Nông nghiệp, Lâm nghiệp và Thủy sản                | Takinami Hirofumi   | Chúng Nghị viện/Đảng Dân chủ Tự do | |
| Thứ trưởng Kinh tế, Thương mại và Công nghệp                  | Ōgushi Masaki       | Chúng Nghị viện/Đảng Dân chủ Tự do | Kiêm nhiệm Thứ trưởng Văn phòng Nội các                                                                        |
| Thứ trưởng Kinh tế, Thương mại và Công nghệp                  | Koga Yūichirō       | Tham Nghị viện/Đảng Dân chủ Tự do  | Kiêm nhiệm Thứ trưởng Văn phòng Nội các                                                                        |
| Thứ trưởng Đất đai, Cơ sở hạ tầng, Giao thông và Du lịch      | Furukawa Yasushi    | Chúng Nghị viện/Đảng Dân chủ Tự do | |
| Thứ trưởng Đất đai, Cơ sở hạ tầng, Giao thông và Du lịch      | Takahashi Katsunori | Tham Nghị viện/Đảng Dân chủ Tự do  | Kiêm nhiệm Thứ trưởng Bộ Tái thiết Kiêm nhiệm Thứ trưởng Văn phòng Nội các                                     |
| Thứ trưởng Môi trường                                         | Kobayashi Fumiaki   | Chúng Nghị viện/Đảng Dân chủ Tự do | |
| Thứ trưởng Môi trường                                         | Nakada Hiroshi      | Tham Nghị viện/Đảng Dân chủ Tự do  | Kiêm nhiệm Thứ trưởng Văn phòng Nội các                                                                        |
| Thứ trưởng Quốc phòng                                         | Honda Tarō          | Chúng Nghị viện/Đảng Dân chủ Tự do | Kiêm nhiệm Thứ trưởng Văn phòng Nội các                                                                        |

### Thư ký Nghị viện Bộ trưởng
Bổ nhiệm ngày 13 tháng 11 năm 2024.
| Chức danh                                                                     | Cá nhân            | Xuất thân (đảng phái)              | Ghi chú |
| ----------------------------------------------------------------------------- | ------------------ | ---------------------------------- | --- |
| Thư ký Nghị viện Bộ trưởng Digital                                            | Kishi Nobuchiyo    | Chúng Nghị viện/Đảng Dân chủ Tự do | Kiêm nhiệm Thư ký Nghị viện Bộ trưởng Văn phòng Nội các                                                                                     |
| Thư ký Nghị viện Bộ trưởng Tái thiết                                          | Imai Eriko         | Tham Nghị viện/Đảng Dân chủ Tự do  | Kiêm nhiệm Thư ký Nghị viện Bộ trưởng Văn phòng Nội các                                                                                     |
| Thư ký Nghị viện Bộ trưởng Tái thiết                                          | Akamatsu Ken       | Tham Nghị viện/Đảng Dân chủ Tự do  | Kiêm nhiệm Thư ký Nghị viện Bộ trưởng Giáo dục, Văn hóa, Thể thao, Khoa học và Công nghệ                                                    |
| Thư ký Nghị viện Bộ trưởng Tái thiết                                          | Takeuchi Shinji    | Tham Nghị viện/Đảng Công minh      | Kiêm nhiệm Thư ký Nghị viện Bộ trưởng Kinh tế, Thương mại và Công nghiệp Kiêm nhiệm Thư ký Nghị viện Bộ trưởng Văn phòng Nội các            |
| Thư ký Nghị viện Bộ trưởng Tái thiết                                          | Kunisada Isato     | Chúng Nghị viện/Đảng Dân chủ Tự do | Kiêm nhiệm Thư ký Nghị viện Bộ trưởng Đất đai, Cơ sở hạ tầng, Giao thông và Du lịch Kiêm nhiệm Thư ký Nghị viện Bộ trưởng Văn phòng Nội các |
| Thư ký Nghị viện Bộ trưởng Văn phòng Nội các                                  | Kishi Nobuchiyo    | Chúng Nghị viện/Đảng Dân chủ Tự do | Kiêm nhiệm Thư ký Nghị viện Bộ trưởng Digital                                                                                               |
| Thư ký Nghị viện Bộ trưởng Văn phòng Nội các                                  | Nishino Daisuke    | Chúng Nghị viện/Đảng Dân chủ Tự do | |
| Thư ký Nghị viện Bộ trưởng Văn phòng Nội các                                  | Tomou Rio          | Tham Nghị viện/Đảng Dân chủ Tự do  | |
| Thư ký Nghị viện Bộ trưởng Văn phòng Nội các                                  | Imai Eriko         | Tham Nghị viện/Đảng Dân chủ Tự do  | Kiêm nhiệm Thư ký Nghị viện Bộ trưởng Tái thiết                                                                                             |
| Thư ký Nghị viện Bộ trưởng Văn phòng Nội các                                  | Katō Akiyoshi      | Tham Nghị viện/Đảng Dân chủ Tự do  | Kiêm nhiệm Thư ký Nghị viện Bộ trưởng Kinh tế, Thương mại và Công nghiệp                                                                    |
| Thư ký Nghị viện Bộ trưởng Văn phòng Nội các                                  | Takeuchi Shinji    | Chúng Nghị viện/Đảng Công minh     | Kiêm nhiệm Thư ký Nghị viện Bộ trưởng Kinh tế, Thương mại và Công nghiệp Kiêm nhiệm Thư ký Nghị viện Bộ trưởng Tái thiết                    |
| Thư ký Nghị viện Bộ trưởng Văn phòng Nội các                                  | Kunisada Isato     | Chúng Nghị viện/Đảng Dân chủ Tự do | Kiêm nhiệm Thư ký Nghị viện Bộ trưởng Đất đai, Cơ sở hạ tầng, Giao thông và Du lịch Kiêm nhiệm Thư ký Nghị viện Bộ trưởng Tái thiết         |
| Thư ký Nghị viện Bộ trưởng Văn phòng Nội các                                  | Katsume Yasushi    | Chúng Nghị viện/Đảng Dân chủ Tự do | Kiêm nhiệm Thư ký Nghị viện Bộ trưởng Môi trường                                                                                            |
| Thư ký Nghị viện Bộ trưởng Văn phòng Nội các                                  | Kobayashi Kazuhiro | Tham Nghị viện/Đảng Dân chủ Tự do  | Kiêm nhiệm Thư ký Nghị viện Bộ trưởng Quốc phòng                                                                                            |
| Thư ký Nghị viện Bộ trưởng Nội vụ và Truyền thông                             | Kawasaki Hideto    | Chúng Nghị viện/Đảng Dân chủ Tự do | |
| Thư ký Nghị viện Bộ trưởng Nội vụ và Truyền thông                             | Furukawa Naoki     | Chúng Nghị viện/Đảng Dân chủ Tự do | |
| Thư ký Nghị viện Bộ trưởng Nội vụ và Truyền thông                             | Hasegawa Hideharu  | Tham Nghị viện/Đảng Dân chủ Tự do  | |
| Thư ký Nghị viện Bộ trưởng Tư pháp                                            | Kanda Junichi      | Chúng Nghị viện/Đảng Dân chủ Tự do | |
| Thư ký Nghị viện Bộ trưởng Ngoại giao                                         | Eri Arfiya         | Chúng Nghị viện/Đảng Dân chủ Tự do | |
| Thư ký Nghị viện Bộ trưởng Ngoại giao                                         | Matsumoto Hisashi  | Chúng Nghị viện/Đảng Dân chủ Tự do | |
| Thư ký Nghị viện Bộ trưởng Ngoại giao                                         | Ikuina Akiko       | Tham Nghị viện/Đảng Dân chủ Tự do  | |
| Thư ký Nghị viện Bộ trưởng Tài chính                                          | Azuma Kuniyoshi    | Chúng Nghị viện/Đảng Dân chủ Tự do | |
| Thư ký Nghị viện Bộ trưởng Tài chính                                          | Tsuchida Shin      | Chúng Nghị viện/Đảng Dân chủ Tự do | |
| Thư ký Nghị viện Bộ trưởng Giáo dục, Văn hóa, Thể thao, Khoa học và Công nghệ | Kinjouasukuni      | Chúng Nghị viện/Đảng Công minh     | |
| Thư ký Nghị viện Bộ trưởng Giáo dục, Văn hóa, Thể thao, Khoa học và Công nghệ | Akamatsu Ken       | Tham Nghị viện/Đảng Dân chủ Tự do  | Kiêm nhiệm Thư ký Nghị viện Bộ trưởng Tái thiết                                                                                             |
| Thư ký Nghị viện Bộ trưởng Y tế, Lao động và Phúc lợi                         | Andō Takao         | Chúng Nghị viện/Đảng Dân chủ Tự do | |
| Thư ký Nghị viện Bộ trưởng Y tế, Lao động và Phúc lợi                         | Yoshida Shinji     | Chúng Nghị viện/Đảng Dân chủ Tự do | |
| Thư ký Nghị viện Bộ trưởng Nông nghiệp, Lâm nghiệp và Thủy sản                | Shōji Kenichi      | Chúng Nghị viện/Đảng Công minh     | |
| Thư ký Nghị viện Bộ trưởng Nông nghiệp, Lâm nghiệp và Thủy sản                | Yamamoto Sachiko   | Tham Nghị viện/Đảng Dân chủ Tự do  | |
| Thư ký Nghị viện Bộ trưởng Kinh tế, Thương mại và Công nghệp                  | Takeuchi Shinji    | Tham Nghị viện/Đảng Công minh      | Kiêm nhiệm Thư ký Nghị viện Bộ trưởng Tái thiết Kiêm nhiệm Thư ký Nghị viện Bộ trưởng Văn phòng Nội các                                     |
| Thư ký Nghị viện Bộ trưởng Kinh tế, Thương mại và Công nghệp                  | Katō Akiyoshi      | Tham Nghị viện/Đảng Dân chủ Tự do  | Kiêm nhiệm Thư ký Nghị viện Bộ trưởng Văn phòng Nội các                                                                                     |
| Thư ký Nghị viện Bộ trưởng Đất đai, Cơ sở hạ tầng, Giao thông và Du lịch      | Takami Yasuhiro    | Chúng Nghị viện/Đảng Dân chủ Tự do | |
| Thư ký Nghị viện Bộ trưởng Đất đai, Cơ sở hạ tầng, Giao thông và Du lịch      | Yoshii Akira       | Tham Nghị viện/Đảng Dân chủ Tự do  | |
| Thư ký Nghị viện Bộ trưởng Đất đai, Cơ sở hạ tầng, Giao thông và Du lịch      | Kunisada Isato     | Chúng Nghị viện/Đảng Dân chủ Tự do | Kiêm nhiệm Thư ký Nghị viện Bộ trưởng Tái thiết Kiêm nhiệm Thư ký Nghị viện Bộ trưởng Văn phòng Nội các                                     |
| Thư ký Nghị viện Bộ trưởng Môi trường                                         | Igarashi Kiyoshi   | Chúng Nghị viện/Đảng Dân chủ Tự do | |
| Thư ký Nghị viện Bộ trưởng Môi trường                                         | Katsume Yasushi    | Chúng Nghị viện/Đảng Dân chủ Tự do | Kiêm nhiệm Thư ký Nghị viện Bộ trưởng Văn phòng Nội các                                                                                     |
| Thư ký Nghị viện Bộ trưởng Quốc phòng                                         | Kaneko Youzou      | Chúng Nghị viện/Đảng Dân chủ Tự do | |
| Thư ký Nghị viện Bộ trưởng Quốc phòng                                         | Kobayashi Kazuhiro | Tham Nghị viện/Đảng Dân chủ Tự do  | Kiêm nhiệm Thư ký Nghị viện Bộ trưởng Văn phòng Nội các                                                                                     |

## Thống kê phe phái
| Phe cánh    | Số người | Bộ trưởng | Thứ trưởng | Thư ký Nghị viện | Phụ tá | Ghi chú |
| ----------- | -------- | --------- | ---------- | ---------------- | ------ | --- |
| Không phái  | 226      | 15        | 14         | 17               | 1      | Chủ tịch Đảng Dân chủ Tự do, Phó Chủ tịch Đảng Dân chủ Tự do, Tổng thư ký Đảng Dân chủ Tự do, Chủ tịch Ủy ban nghiên cứu chính sách của Đảng Dân chủ Tự do, Chủ tịch Ủy ban bầu cử Đảng Dân chủ Tự do, Quyền Tổng thư ký, Chủ tịch Ủy ban Quốc hội của Đảng Dân chủ Tự do, Lãnh đạo tại Tham Nghị viện |
| Phái Asō    | 45       | 3         | 5          | 3                | 0      | Tổng Hội đồng Đảng Dân chủ Tự do, Cố vấn tối cao, Nghị trưởng Tham Nghị viên |
| Phái Motegi | 40       | 1         | 4          | 5                | 0      | Nghị trưởng Chúng Nghị viện |
| Công minh   | 51       | 1         | 3          | 3                | 0      | |
| Độc lập     | /        | 0         | 0          | /                | 2      | |
| Tổng        | 326      | 20        | 26         | 28               | 3      | |

※Nghị trưởng Chúng Nghị viện Nukaga Fukushirō (phái Motegi) đều được đưa vào thành viên của phái, theo thông lệ.
※Những người độc lập bao gồm Sekō Hiroshige, Hirasawa Katsuei, Nishimura Yasutoshi, Hagiuda Kōichi, Hirose Ken và Mitazono Satoshi, tất cả đều thuộc Đảng Dân chủ Tự do/Hiệp hội Độc lập.